# Tälerroute
Die Tälerroute ist ein Radwanderweg, der auf einem ca. 265 Kilometer langen Radwegenetz touristisch interessante Ziele im Kreis Euskirchen über familienfreundliche Routen verbindet. Entlang von Bächen und Flüssen, durch romantische Bachtäler, malerische Dörfer, imposante Burgen und Schlösser wird die nördlichen Eifel erkundet. Durch die Nähe zu den Bahnstrecken Köln – Trier und Euskirchen – Bad Münstereifel ist fast überall ein individueller Einstieg in die Tälerroute möglich. Das Projekt Tälerrouten wurde durch die Agenda 21 Maßnahme „Fahrradfreundlicher Kreis“ Euskirchen ins Leben gerufen. Im Wesentlichen beruht das Konzept auf drei Säulen:
- Erstellung einer touristischen Fahrradwegweisung
- Schließung von Netzlücken zwischen Wegabschnitten
- Touristische Informationssysteme

## Charakteristik
Auf den Tälerrouten bieten sich Kombinationsmöglichkeiten zwischen den einzelnen Radrouten an. Von hoch gelegenen Bahnhöfen wie Schmidtheim, Nettersheim und Blankenheim-Wald können Tälerrouten ohne nennenswerte Steigungen unternommen werden.
Die Einstiegspunkte in die Routen sind so gewählt, dass sie mit der Bahn oder dem Bus erreichbar sind. Auch ist es möglich, das Auto an vielen Zielpunkten zu parken und mit öffentlichen Verkehrsmittel an den Einstiegspunkt zurückzugelangen.
Die Routen sind in beide Richtungen mit dem Radwege-Logo beschildert. Entlang der Flüsse trägt es als Zusatzinformation den Flussnamen.
Die Tälerrouten werden in zwei Gruppen unterteilt.

### 1. Flussradwege
Radwege die steigungsarm entlang der Flüsse verlaufen:
Erft-Radweg (ca. 55 km im Kreis Euskirchen)

Dieser Radweg wurde durch den Rhein-Kreis Neuss, den Rhein-Erft-Kreis und den Kreis Euskirchen ins Leben gerufen. Auf ca. 110 km kann entlang der Erft von der Quelle in Holzmülheim bis zum Mündung in den Rhein bei Neuss-Gnadental bequem geradelt werden.
Ahr-Radweg (ca. 20 km im Kreis Euskirchen)

Dieser Radweg stellt eine durchgängige Verbindung zwischen der Quelle in Blankenheim und der Mündung in den Rhein bei Sinzig darstellen. Dieser ca. 80 km lange Radweg verläuft weitestgehend in Flussnähe.
Urft-Radweg (ca. 40 km)

Dieser Radweg startet am Bahnhof in Blankenheim-Wald und führt, von wenigen kleinen Anstiegen abgesehen, stetig abwärts bis zum RurUfer-Radweg in der Nähe von Rurberg. Vom Blankenheim-Wald führt die Strecke gemeinsam mit der Eifel-Höhen-Route über Nettersheim bis Urft. Ab hier folgt sie weiter dem Urfttal bis Kall, wo sie auf die Alternativstrecke der Eifel-Höhen-Route trifft und mit dieser gemeinsam auf dem „Urftseeroute“ genannten Abschnitt durch den ehemaligen Truppenübungsplatz Vogelsang im Nationalpark Eifel nach Rurberg führt. Auf der gesamten Strecke sind ca. 145 Höhenmeter an Anstiegen zu bewältigen.
Olef-Radweg (ca. 25,5 km)

Diese Tour startet auf der Eifel-Höhen-Route am Feuerwachtturm bei Wahlerscheid (Monschau Parkplatz XIX). Mit der Eifel-Höhen-Route führt sie gemeinsam zum Olef-Stausee und nach Hellenthal. Ab hier folgt sie der Olef bis zur Einmündung der Urft in Gemünd. Hier erfolgt der Anschluss an den Urft-Radweg. Auf der gesamten Strecke sind ca. 85 Höhenmeter an Anstiegen zu bewältigen.
Bleibach-Radweg (ca. 9 km mit ca. 22 Höhenmetern Anstieg)

Dieser Radweg verläuft zwischen Obergartzem und Mechernich. Er führt entlang des Bleibaches, einem Nebenfluss des Rotbachs, und durchquert den Fachwerkort Kommern.
Veybach-Radweg (ca. 16 km; ca. 180 Höhenmeter ansteigend)

Der Radweg beginnt am Erftradweg in Euskirchen und führt über Satzvey bis nach Mechernich. Er folgt weitgehend dem Veybach, der in Euskirchen in die Erft mündet und nahe Mechernich entspringt. Die Route trifft in Obergartzem auf den Bleibach-Radweg, folgt dann aber weiter südlich dem Vaybach über Satzvey mit seiner Burg und führt vorbei an Kommern-Süd nach Mechernich.
Rotbach-Radweg (ca. 25 ca. 108 Höhenmeter Anstiege)

Von Kommern aus führt die Route in der Nähe des Rotbaches über Eicks, Schwerfen und Nemmenich in Richtung Friesheim. (Details siehe #Tour 4: „Prachtvolle Straße der Schlösser und Burgen“). Abgesehen von einigen kleinen Anstiegen (um die 20 Höhenmeter) verläuft die Route fallend bis flach.
Neffelbach-Radweg (ca. 10 km im Kreis Euskirchen)

Diese Route verläuft nur auf einem kleinen Teilstück im Kreis Euskirchen zwischen Bessenich und Juntersdorf. Der überwiegende Teil befindet sich im Rhein-Erft-Kreis sowie im Kreis Düren. Auf einer Gesamtstrecke von ca. 52,5 km verbindet er den vom RurUfer-Radweg in Heimbach mit der Erft hinter Mödrath.

### 2. Verbindungsrouten
Radwege die verschiedenen Routen untereinander verknüpfen und somit ein geschlossenes Netz schaffen:
Ahr-Erft-Verbindung

a) Schuld – Schönau ca. 13 km

b) Blankenheim – Holzmülheim ca. 10,5 km

Erft-Urft-Ahr-Verbindung

Blankenheim – Blankenheim-Wald ca. 5,5 km

Erft-Urft-Verbindung

Nettersheim – Holzmülheim ca. 8,5 km

Bleibach-Veybach-Verbindung

Mechernich ca. 2 km

Kyll-Erft-Verbindung

a) Blankenheim-Wald – Glaadt ca. 14 km

b) Blankenheim-Wald – Kronenburgerhütte ca. 16 km
Neffelbach-Rotbach-Verbindung

Lövenich – Zülpich ca. 4,5 km

## Tourenflyer zu den Routen
Der Kreis Euskirchen hat vier mögliche Routen in Flyern zusammengestellt die über die Webseite der Tälerroute abgerufen werden können.

### Tour 1: „Route der Vielseitigkeit“

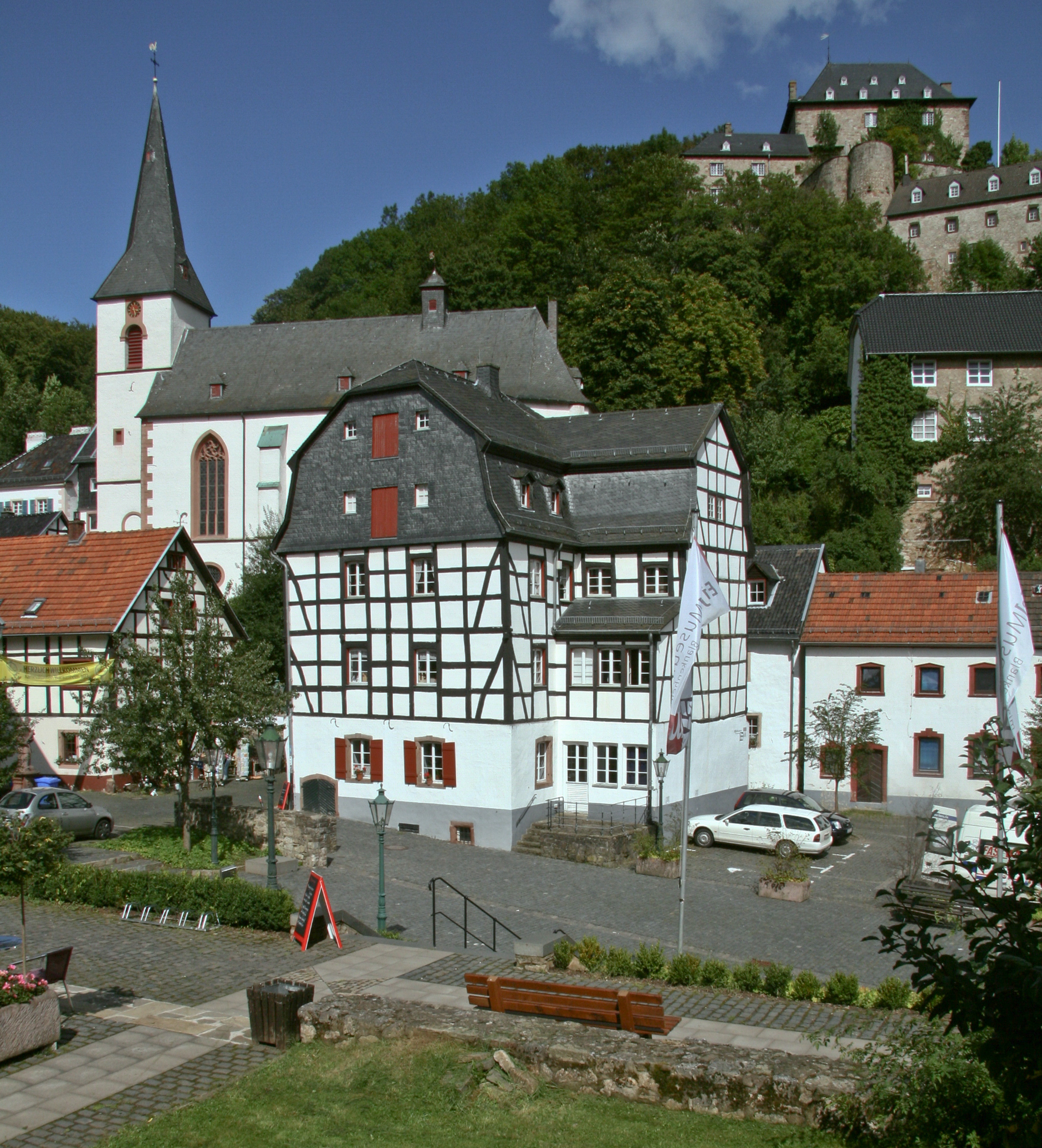
Pfarrkirche und Burg Blankenheim
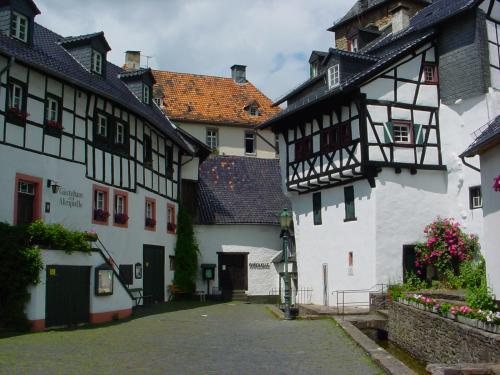
Ahrquelle in Blankenheim
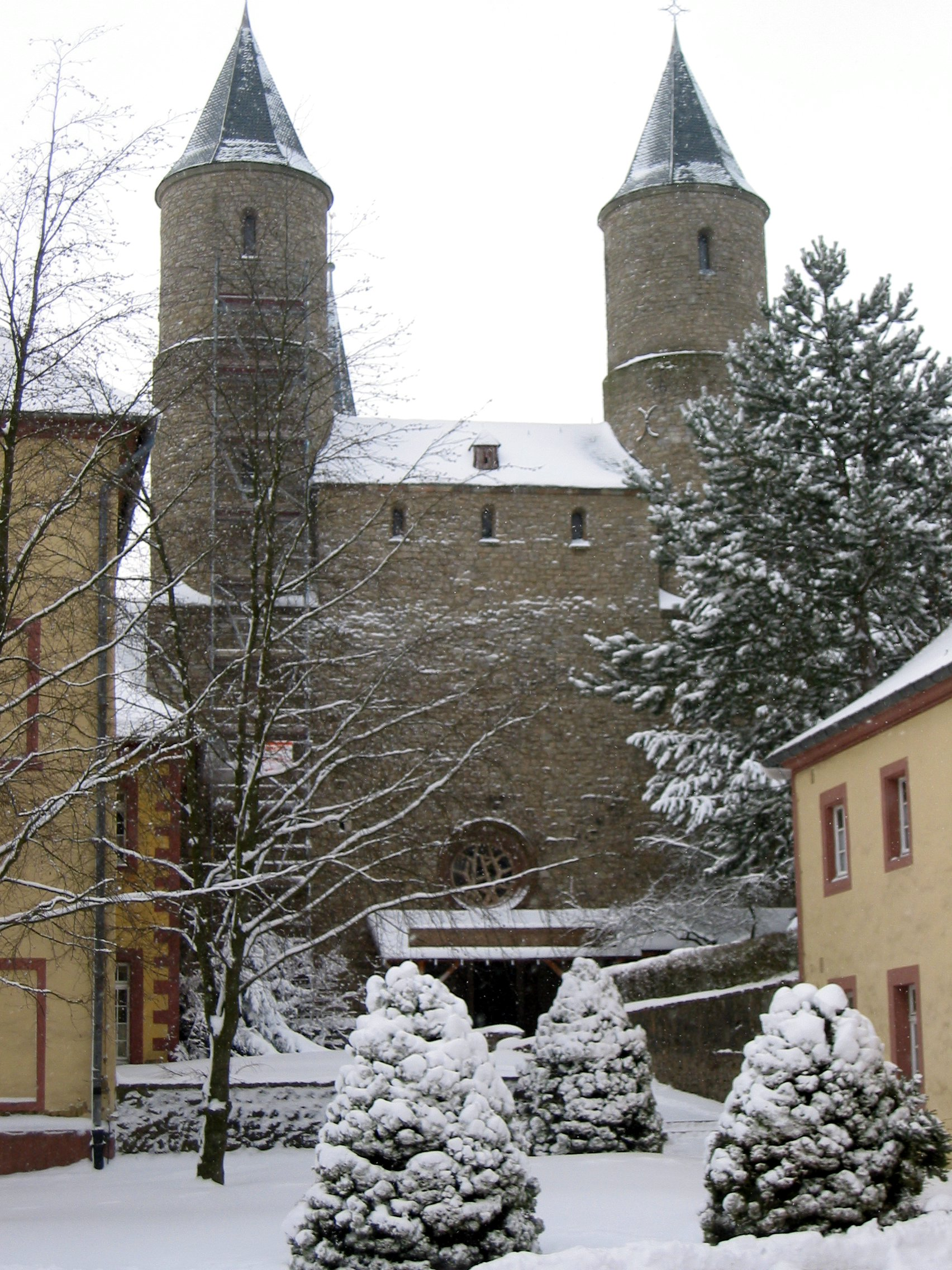
Basilika des Klosters Steinfeld
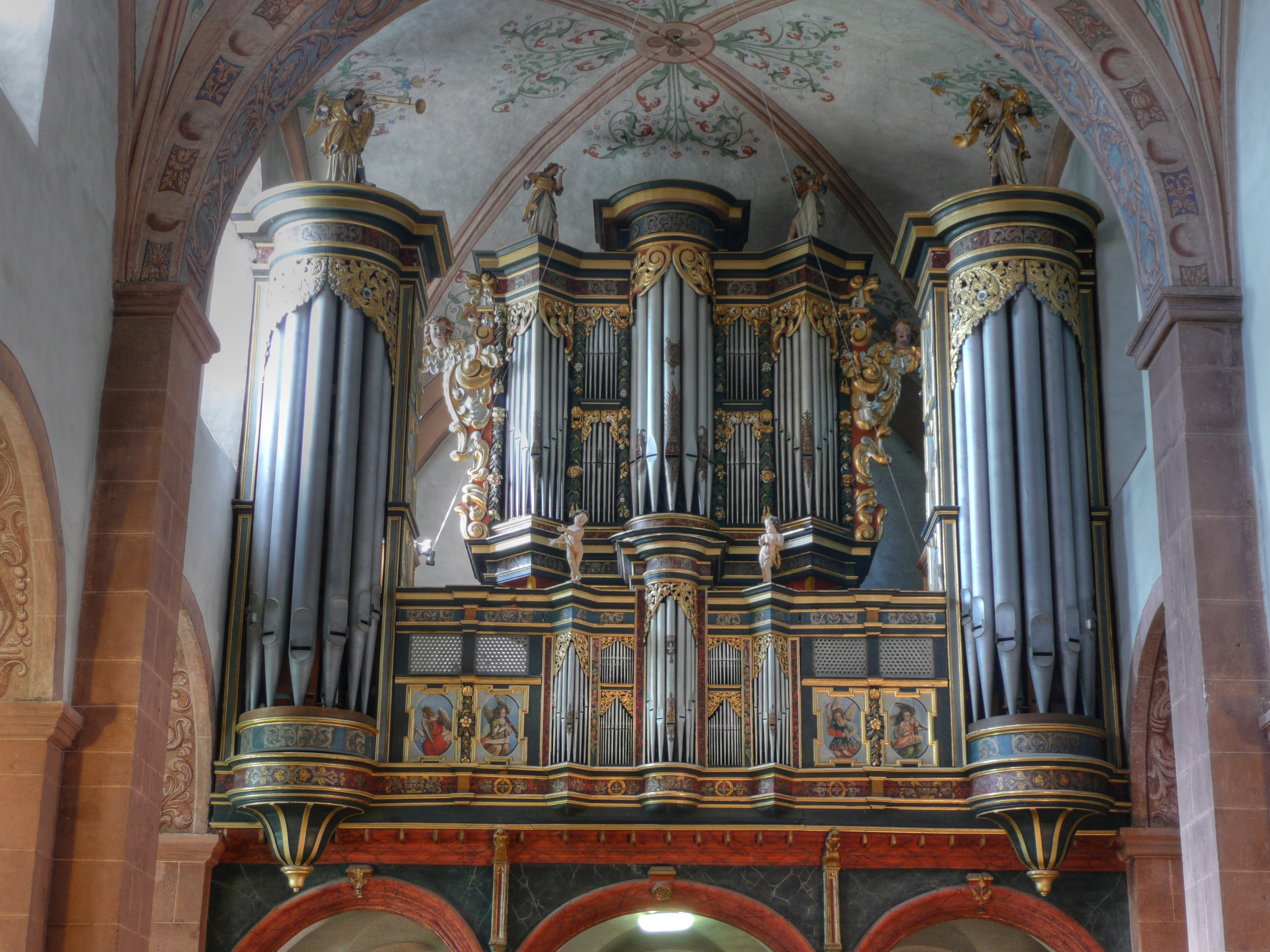
König-Orgel in der Basilika des Klosters Steinfeld
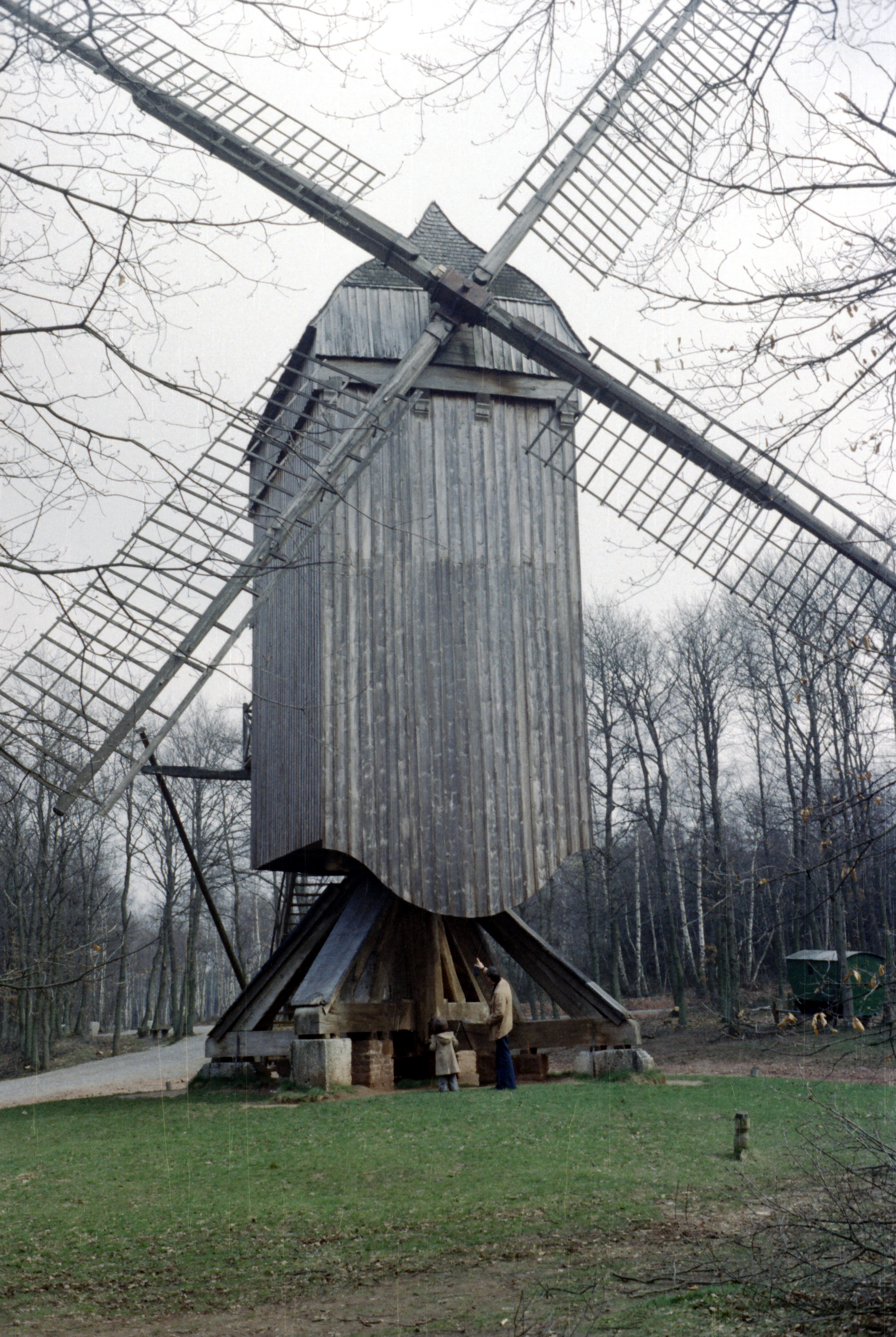
Mühle im LVR-Freilichtmuseum Kommern
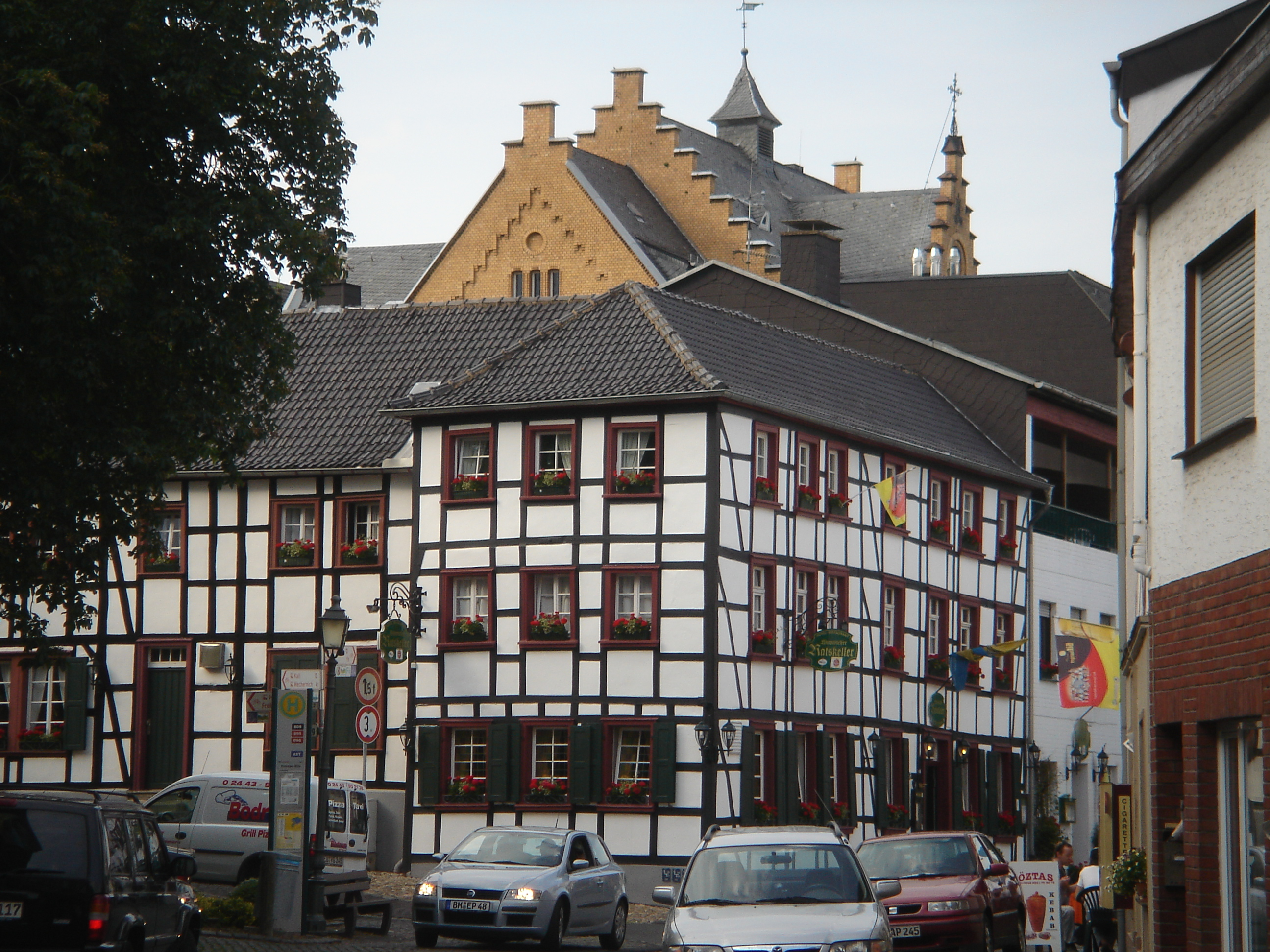
Ortszentrum von Kommern

Sie startet am Bahnhof Blankenheim-Wald geht es zunächst entlang der Urft bergab über Nettersheim nach Kall. Dort muss der kurze Anstieg von ca. 30 Höhenmetern hinauf zur Wallenthaler Höhe bewältigt werden. Danach geht es ohne große Anstiege durch Felder vorbei an Wallenthal, Schützendorf und Hostel nach Kommern. Hier kann der historischen Ortskern oder auch das LVR-Freilichtmuseum besichtigt werden. Die letzten 14 Kilometer dieser Tour führen dann durch Schaven, Obergartzem, Wißkirchen und Euenheim nach Euskirchen.

Die Route ist ca. 45 km lang und insgesamt sind ca. 233 Höhenmeter zu bewältigen. Wegen einiger Feldwege im Urfttal ist die Strecke für Rennräder nicht gut geeignet.
Die folgenden Sehenswürdigkeiten werden auf der Strecke passiert:
- Von Blankenheim-Wald bietet sich ein Abstecher nach Blankenheim auf einer anderen Strecke der Tälerroute an. Bis dorthin sind ca. 6 km und ca. 80 Höhenmeter zu bewältigen. Blankenheim mit seinem historischen Ortskern bietet Fachwerkbauten in romantischen Winkeln und Gassen. Es befinden sich hier die Ahrquelle im Keller eines Fachwerkhauses, Reste der ehemaligen Stadtbefestigung mit dem Georgstor von 1670 und dem Hirtenturm von 1404, sowie die spätgotische Pfarrkirche St. Mariä Himmelfahrt, welche 1505 vollendet wurde. Oberhalb des Ortes befindet sich die Burg Blankenheim aus dem 12. Jahrhundert, in der heute eine Jugendherberge untergebracht ist. Im Eifelmuseum Blankenheim, dem Regionalmuseum für Naturkunde und Kulturgeschichte befinden sich Dauer- und Wechselausstellungen. Das historische Karnevalsmuseum im Georgstor erläutert eindrucksvoll 400-jähriges Blankenheimer Karnevalsbrauchtum im Besonderen den Blankenheimer Geisterzug.

- In Nettersheim kann der Römischer Tempel „Görresburg“ und Naturzentrum Eifel direkt an der Urft besichtigt werden.

- Nahe der Ortschaft Urft, ein Ortsteil von Kall, liegt nahe der Radroute die ehemalige Prämonstratenserabtei Kloster Steinfeld mit ihrer bedeutenden Basilika aus dem frühen 12. Jahrhundert. Weithin sichtbar auf einer Anhöhe gelegen, bildet das „Eifelkloster“ mit wenigen umliegenden Häusern den Ortsteil Steinfeld. Durch Urft führt römische Eifelwasserleitung, welche Köln in antiker Zeit mit Wasser aus der Eifel versorgte.

- Mechernich beherbergt in seinem ca. zwei Kilometer nördlich gelegenen Stadtteil Kommern das Landesmuseum für Volkskunde, das LVR-Freilichtmuseum Kommern. Mit über 80 ha ist es eines der größten Freilichtmuseen Europas und zeigt 65 historische Gebäuden aus der preußischen Rheinprovinz. Zudem besitzt Kommern das größte geschlossenen Fachwerkensemble des Rheinlandes. In Mechernich befindet sich außerdem das Bergbaumuseum und Besucherbergwerk Mechernicher Bleigrube, die prähistorische Kakushöhle.

- In Obergartzem befindet sich die Burg Veynau. Die Wasserburg ist eine eindrucksvollsten und zugleich bedeutendsten mittelalterlichen Burganlagen des Rheinlands. Sie vermittelt heute noch die Vorstellung von einer monumentalen gotischen Ritterburg. Die 1340 gegründete Burg wurde in späteren Jahren nicht wesentlich verändert und ist deshalb ein interessantes Objekt für die Erforschung mittelalterlicher Burgen.

- Euskirchen bieten als Sehenswürdigkeiten den Alten Markt, die Historische Stadtbefestigung, die Martinskirche und das Stadtmuseum.

### Tour 2: „Route der historischen Schätze“

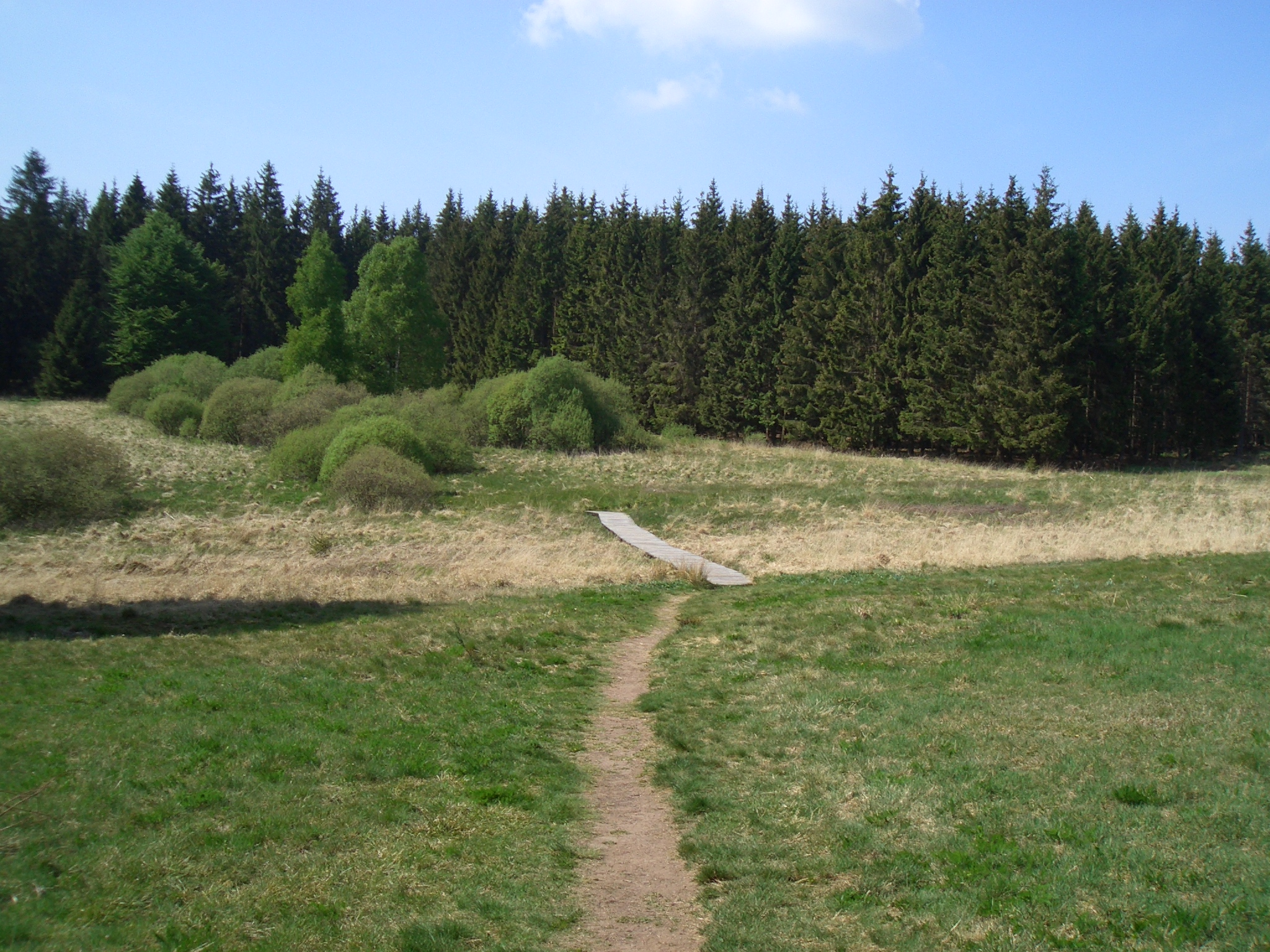
Zum Fels Weißen Stein führender Steg
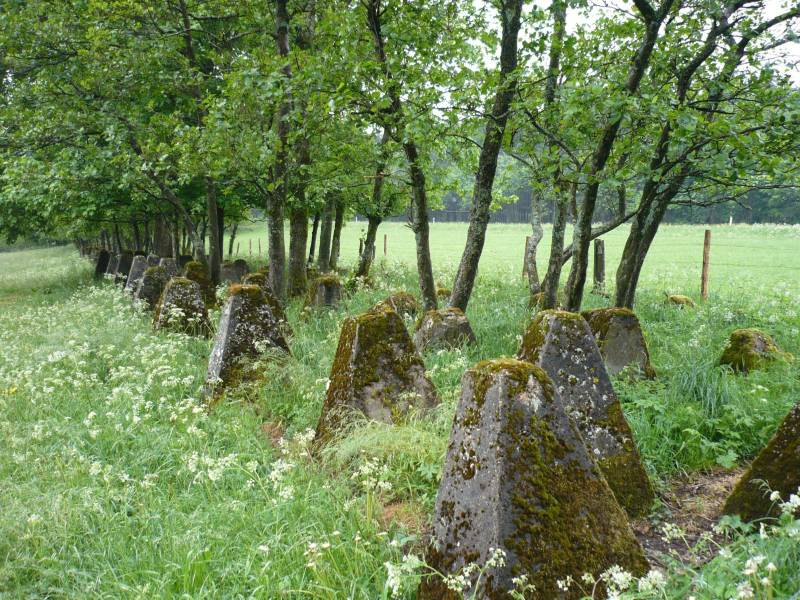
Höckerlinie des Westwalls bei Udenbreth
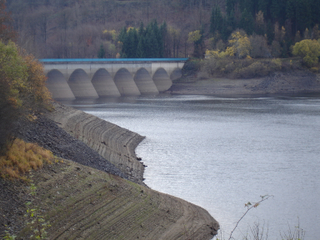
Oleftalsperre, Seeseite bei Niedrigwasser
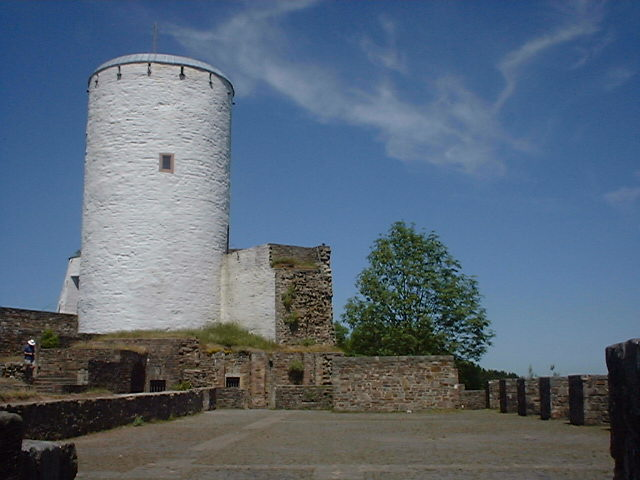
Burgruine Reifferscheid
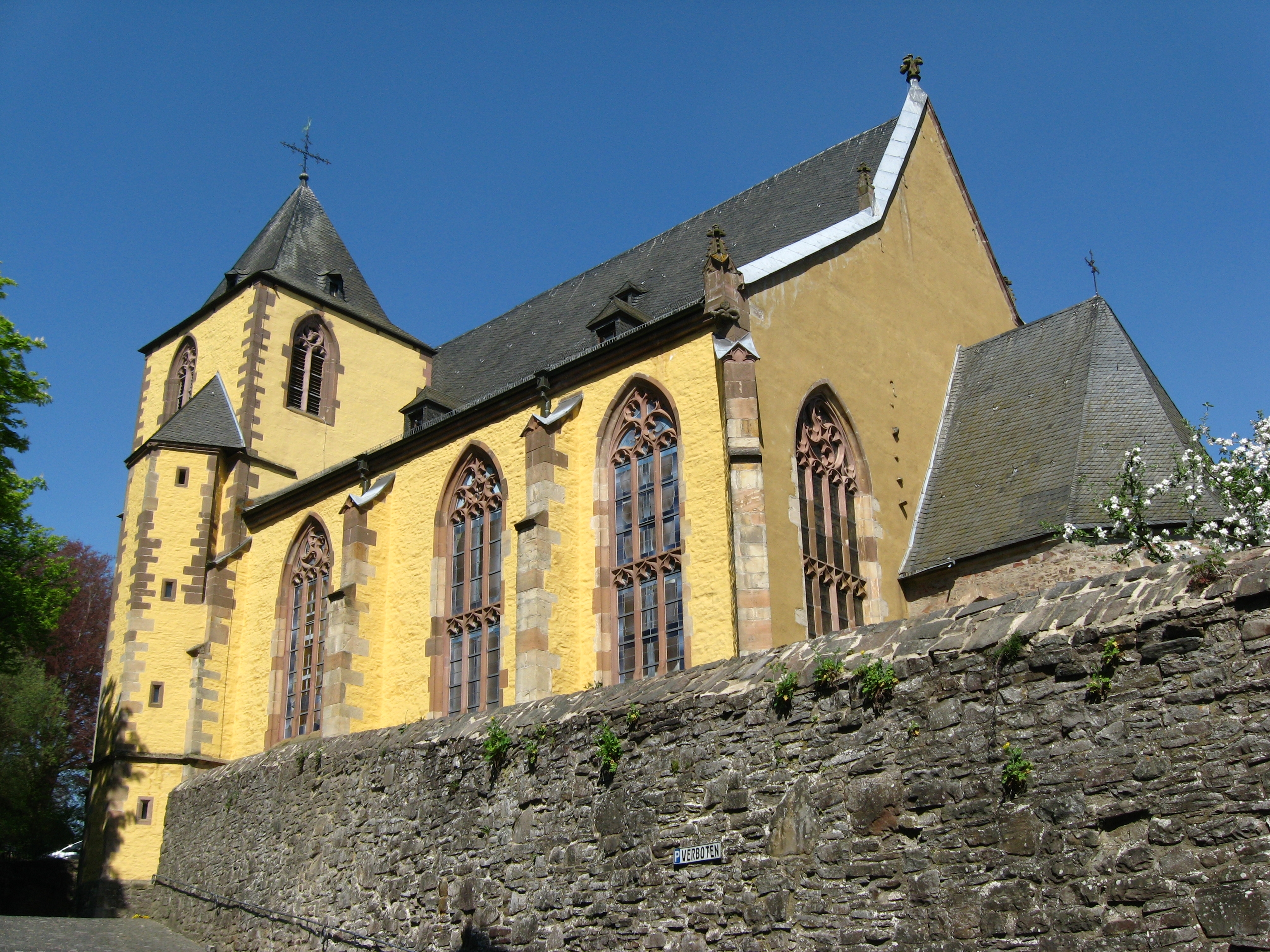
Schlosskirche Schleiden
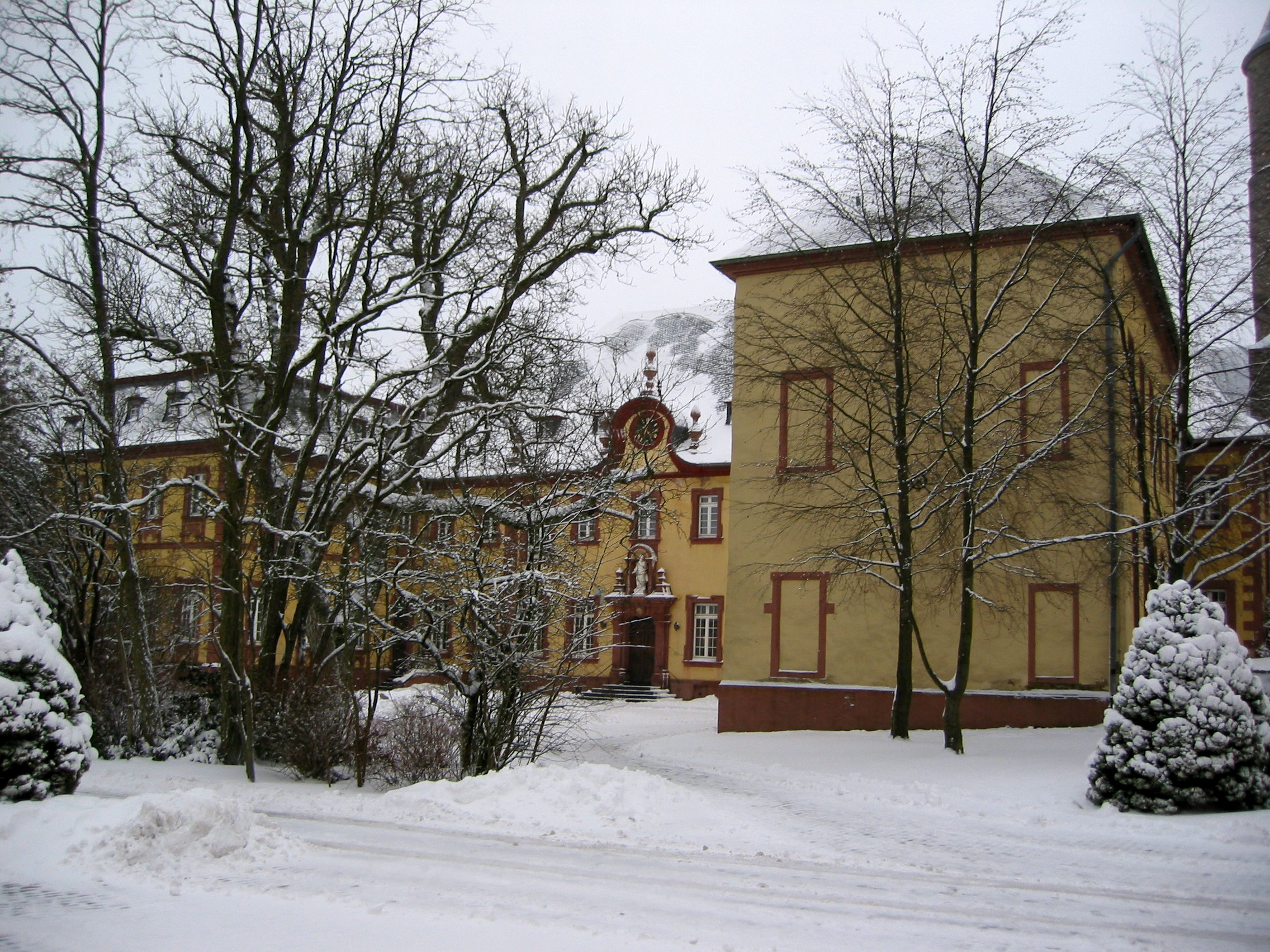
Prälatur des Klosters Steinfeld

Dieser Radtouren-Vorschlag führt fast ausschließlich bergab. Sie Tour beginnt am höchsten Punkt des Kreises Euskirchen, auf dem 700 Meter hohen Parkplatz „Weißer Stein“ bei Udenbreth. Von dort folgt sie über 32 Kilometer mit stetem Gefälle den Bachtälern von Preth, Olef und Urft. So gelangen sie zum Zielpunkt, dem Bahnhof in Kall. Auf der gesamten Strecke sind ca. 120 Höhenmeter an Steigungen zu bewältigen.
Folgende Sehenswürdigkeiten liegen an der Strecke:
- Der Weiße Stein ist ein 693 m ü. NN hoher deutsch-belgischer Grenzberg. Der eigentliche Weiße Stein ist ein etwa 3 m langer Felsen auf belgischem Gebiet.

- Überreste des ehemaligen Westwalls entlang der Route.

- In Hellenthal befindet sich ein Wildgehege mit einer Greifvogelstation, die von April bis Oktober Flugvorführungen mit Adlern, Bussarden und Falken bietet. Unterhalb des Wildgeheges befindet sich die Oleftalsperre. Die Ausführung der Staumauer in Pfeilerzellenbauweise ist bis heute einmalig in Deutschland. Auch lohnt sich von hier ein Abstecher in das ca. vier Kilometer entfernte Burgdorf Reifferscheid, ein typisches Beispiel einer gotischen Burg-Talsiedlungen der Eifel.

- Die Schlosskirche Schleiden ist eine dreischiffige spätgotische Hallenkirche mit Netz- und Sterngewölbe. Sie wurde in der Zeit von 1516 bis 1525 nach den Plänen von Johann Vianden erbaut und zählt heute zu den bedeutendsten spätgotischen Hallenkirchen der Nordeifel.

- Der historische Ortskern von Olef mit seinem geschlossen erhaltenen Dorfplatz mit typischen Fachwerkhäusern, Pfarrkirche und Kirchhof. Die Pfarrkirche St. Johann Baptist bzw. ihr Westturm stammt aus dem 13. Jahrhundert. Sehenswert sind das Taufbecken aus Namurer Blaustein und der seltene doppelstöckige Altar.

- Der Kneipp-Kurort Gemünd ist der größte Stadtteil von Schleiden, dessen Stadtgebiet zu ca. 50 % zum Nationalpark Eifel gehört. Hier befindet sich eines der fünf Zentren, die sogenanntem „Nationalparktore“, in denen umfassend über den Nationalpark informiert wird. In Gemünd befindet sich außerdem der Zusammenfluss von Olef und Urft. Im Stadtgebiet von Schleiden liegt auch die ehemalige NS-Ordensburg Vogelsang.

- In der Gemeinde Kall ist ein Bildstock aus dem Jahre 1734 zu finden. Die in diesem Bildstock befindliche Madonna mit Kind erfährt eine besondere Verehrung durch die Kirchengemeinde St. Nikolaus. Das Original der Madonna mit Kind stammt aus dem 14. Jahrhundert und befindet sich heute in der Pfarrkirche. Im Ortsteil Kendenrich liegt das Museum Primbsch. Ein privates Kunstmuseum das Werke Malers E.O. Primbsch zu den verschiedensten malerischen Themen wie Landschaften und Blumen sowie gesellschaftskritische Bilder zeigt. Im Gemeindegebiet liegt außerdem nahe der Radroute die ehemalige Prämonstratenserabtei Kloster Steinfeld mit ihrer bedeutenden Basilika aus dem frühen 12. Jahrhundert. Weithin sichtbar auf einer Anhöhe im Süden der Gemeinde Kall gelegen, bildet das „Eifelkloster“ mit wenigen umliegenden Häusern den Ortsteil Steinfeld.

- Die Römische Wasserleitung bei Kall führte direkt durch das Gemeindegebiet von Schleiden bzw. Kall und ist heute noch an verschiedenen Stellen sichtbar. Die historische Leitung wurde durch die Römer zur Versorgung des antiken Köln erbaut.

### Tour 3: „Mit Natur auf Tour“

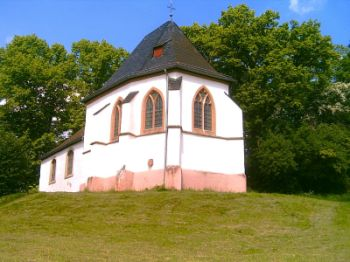
Ahekapelle im Genfbachtal
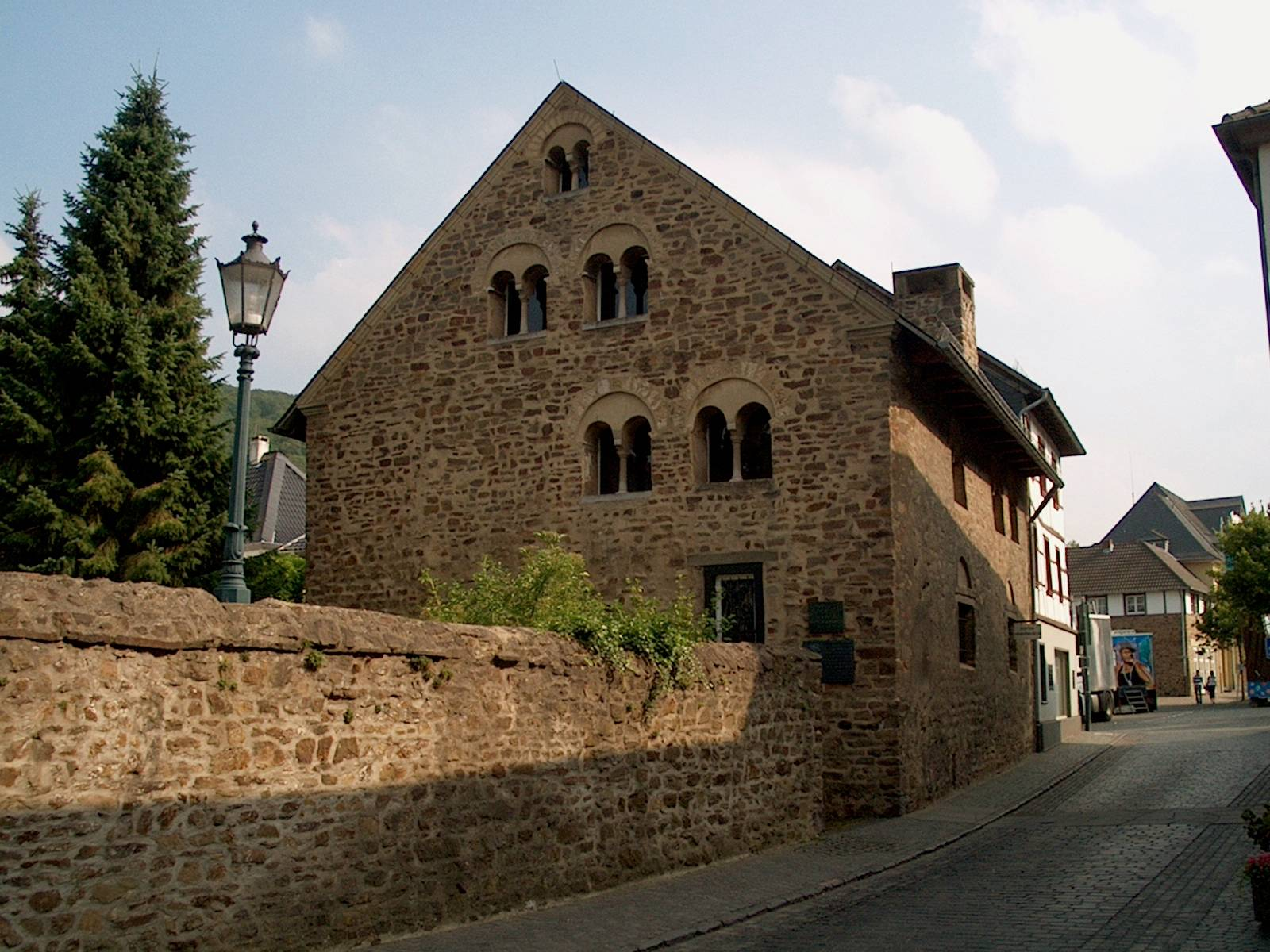
Bad Münstereifel, Haus von 1167
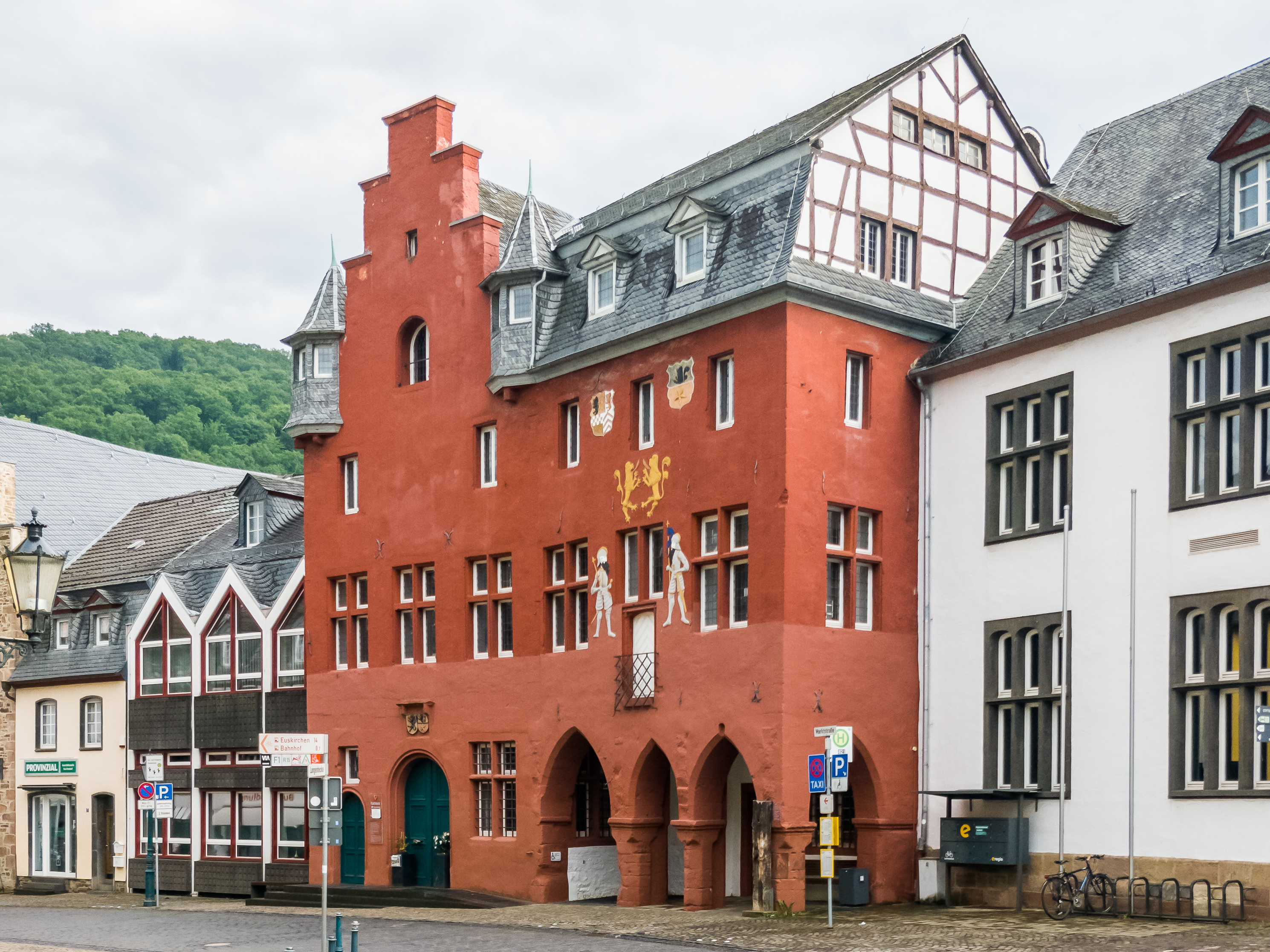
Bad Münstereifel, Rotes Rathaus
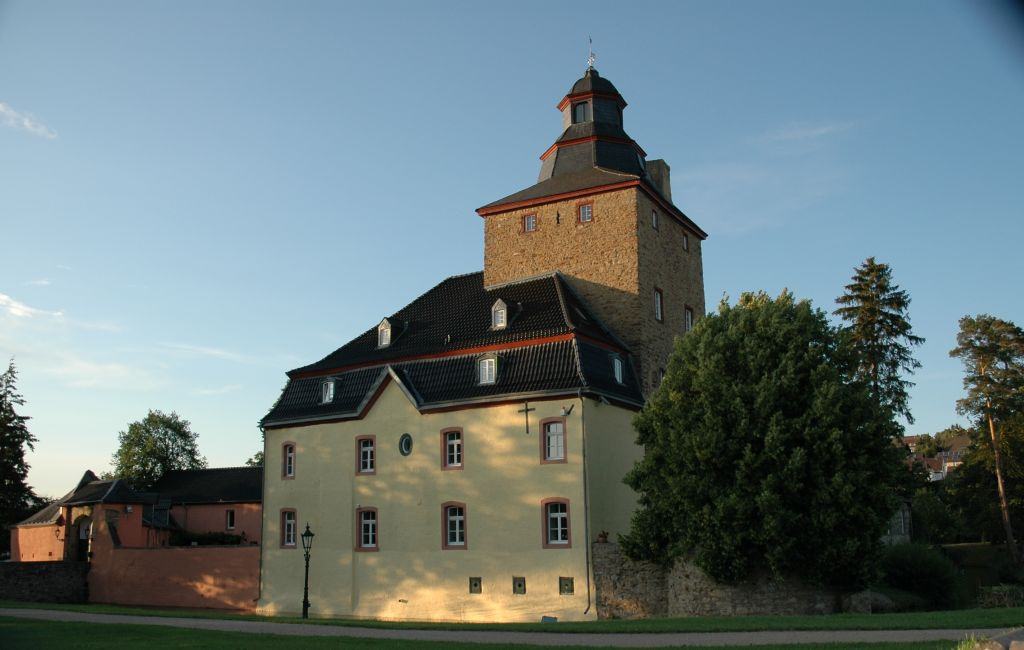
Wohnturm und Vorburg der Burg Kirspenich
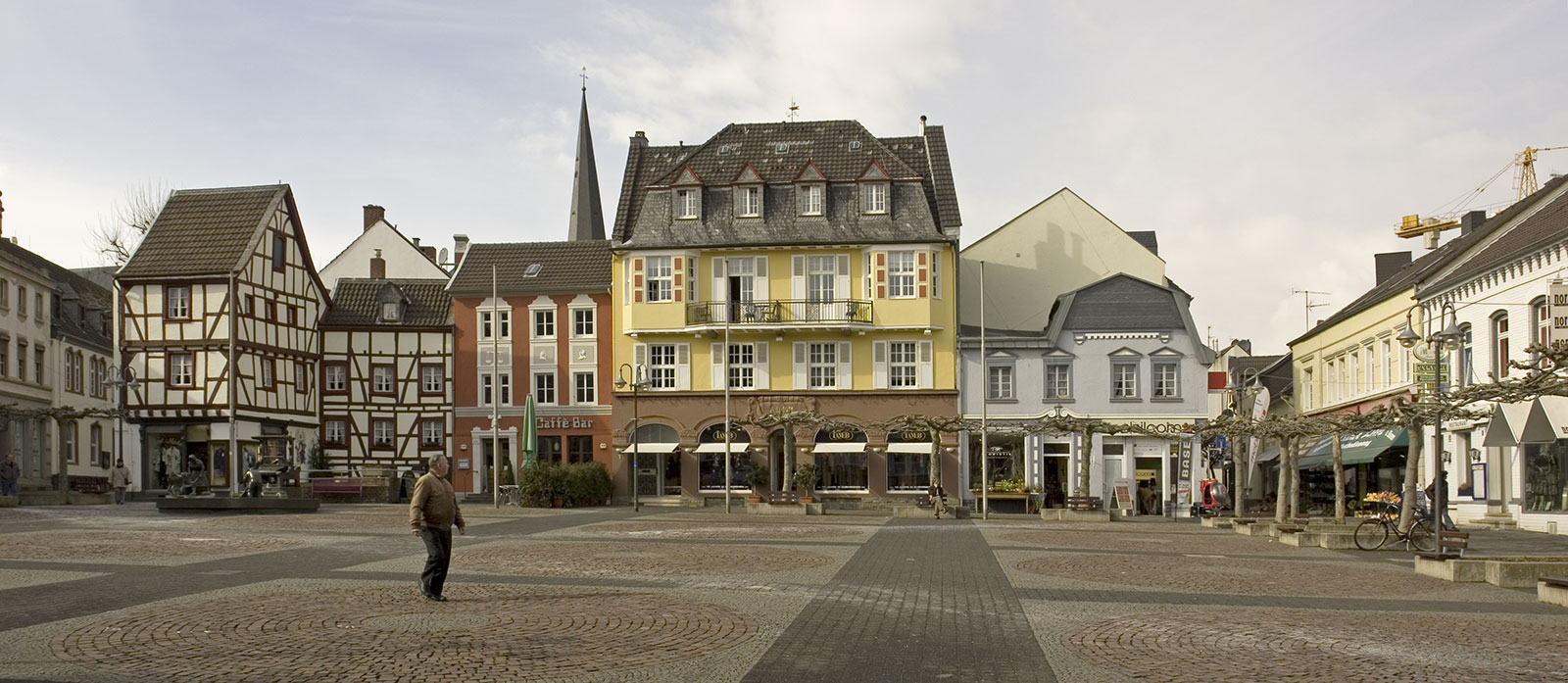
Euskirchen, Alter Markt
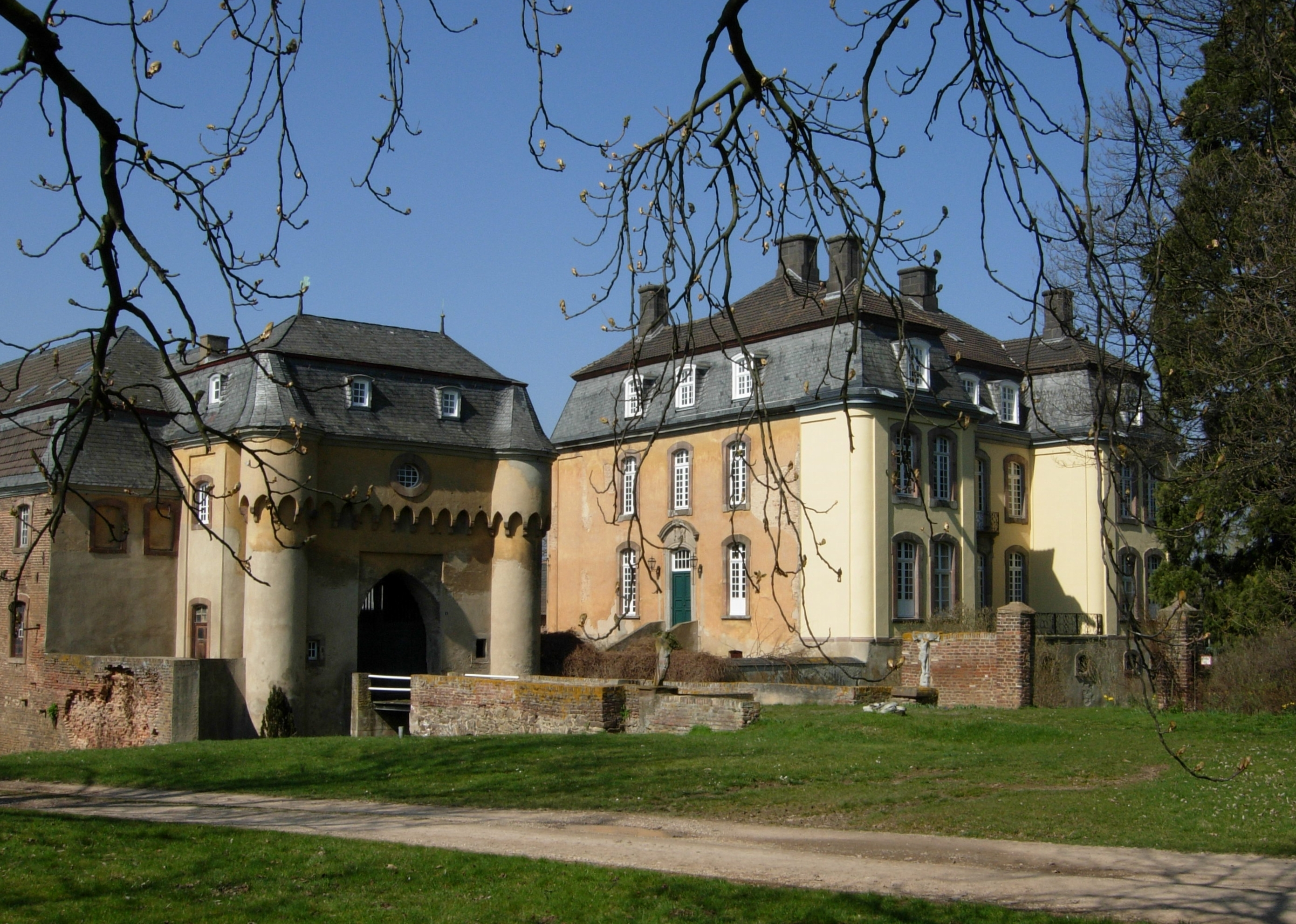
Burg Kleinbüllesheim

Diese Radroute führt von Nettersheim nach Weilerswist. Sie folgt zum Großteil dem Verlauf des Erft-Radweges. Der Flyer empfiehlt die Anreise mit der Bahn, denn diese Route wurde so gewählt, dass man die Tour unterwegs an mehreren Stellen unterbrechen und mit dem Zug zurück zum Ausgangspunkt fahren kann. Die Route hat eine Länge von ca. 50 km und enthält ca. 250 Höhenmeter Steigungen. Nach dem ersten Anstieg von ca. 80 Höhenmetern auf gut fünf Kilometer führt die Strecke praktisch nur bergab.
Folgende Sehenswürdigkeiten liegen an der Strecke:
- In Nettersheim lädt das Naturzentrum Eifel zu einem Besuch ein. Es bietet Ausstellungen zur Natur, Archäologie, Erd- und Kulturgeschichte der Eifel.

- Die Ahekapelle liegt im Naturschutzgebiet Genfbachtal etwa drei Kilometer hinter Nettersheim. Die einsam gelegene Ahekapelle mit spätgotischem Chor gehörte ursprünglich zu einer mittelalterlichen Siedlung. Im Naturschutzgebiet des Genfbaches gibt es neben Kalkmagerrasenflächen den seltenen Lebensraum eines Kalksumpfes. Dadurch gedeihen hier seltene Orchideen und Gräser, z. B. Knabenkräuter, Sumpf-Stendelwurz und Wollgras.

- Die Erftquelle liegt in der Nähe des Nettersheimer Ortsteils Holzmülheim. Hier beginnt der Erft-Radweg, dem die Route bis zu ihrem Endpunkt in Weilerswist folgt.

- Bad Münstereifel besitzt eine nahezu vollständig erhaltener restaurierter Stadtmauer mit historischem Stadtkern. Dort laden insbesondere die um 1100 begonnene Romanische Stiftskirche St. Chrysanthus und Daria, das Romanische Haus von 1167, das Windeckhaus mit seiner aufwendigen Schnitzwerk-Fassade sowie das Rathaus zu einem Besuch ein. Im Stadtteil Iversheim kann eine Römische Kalkbrennerei besichtigt werden. Die Burg Kirspenich liegt im gleichnamigen Ortsteil.

- Euskirchen wird als erstes mit seinem Stadtteil Stotzheim erreicht, hier liegt Hardtburg. Im östlichen Stadtteil Kuchenheim das auf einer Alternativstrecke des Erft-Radwegs erreicht werden kann, liegt ein Teil des Rheinischen Industriemuseums, die Tuchfabrik Müller. Sie zeigt die Arbeit einer rheinischen Volltuchfabrik mit einem Maschinenpark aus dem frühen 20. Jahrhundert. Auf diesem Weg gelang man auch zu den gut erhaltenen Burgen Kleeburg im Stadtteil Weidesheim und Burg Kleinbüllesheim. In der Innenstadt von Euskirchen sind insbesondere das Stadtmuseum in sogenannten „Dicken Turm“, die Martinskirche und der Alte Markt sehenswert.

- Weitere Burgen befinden sich auf der Hauptroute über die Innenstadt von Euskirchen nach Weilerswist. Diese sind Burg Kessenich, Burg Bodenheim, Burg Groß-Vernich und Burg Kühlseggen bei Weilerswist.

Die Route ist gut über das Bahnnetz erreichbar. Nettersheim, Euskirchen und Weilerswist liegen an der Strecke der Eifelbahn Köln-Trier. Während zwischen Bad Münstereifel und Euskirchen die Erfttalbahn verkehrt. An der Radroute liegen unter anderem folgende Bahnhöfe:
- Bad Münstereifel der erste Bahnhof nach dem Start in ca. 19 km Entfernung
- Iversheim, ca. 22 km vom Start
- Kreuzweingarten, ca. 26 km vom Start
- Euskirchen, ca. 33 km vom Start.

### Tour 4: „Prachtvolle Straße der Schlösser und Burgen“

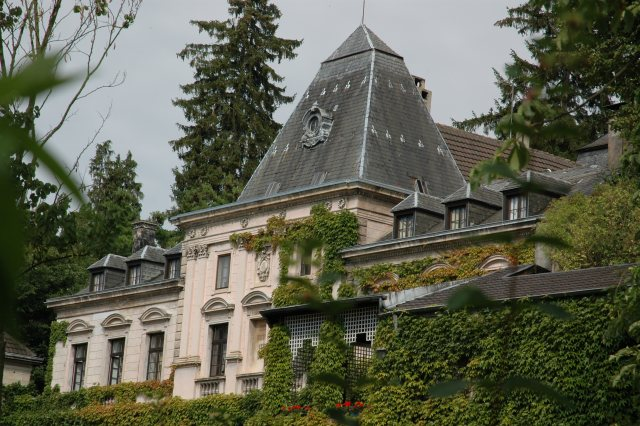
Burg Kommern
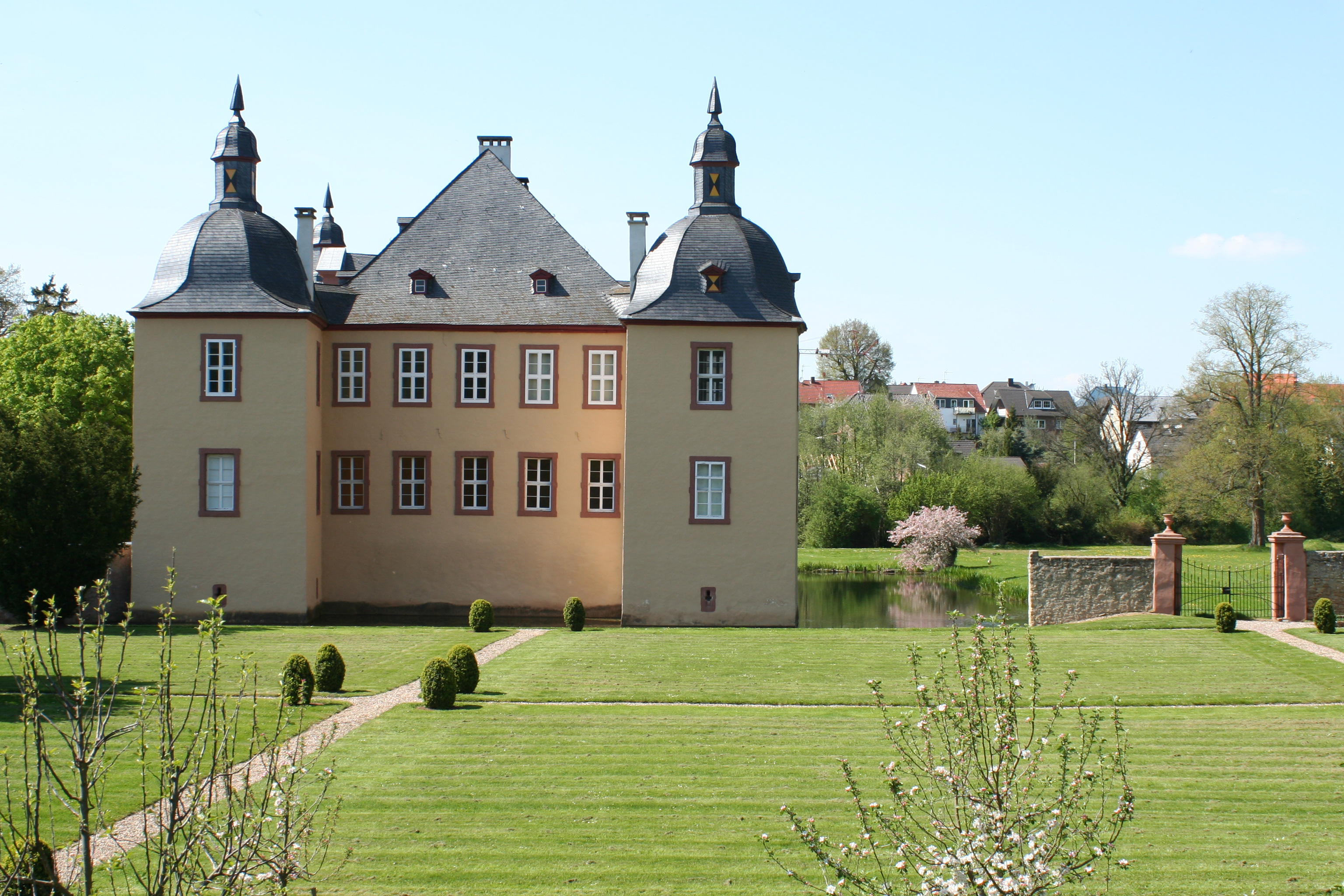
Wasserschloss Eicks
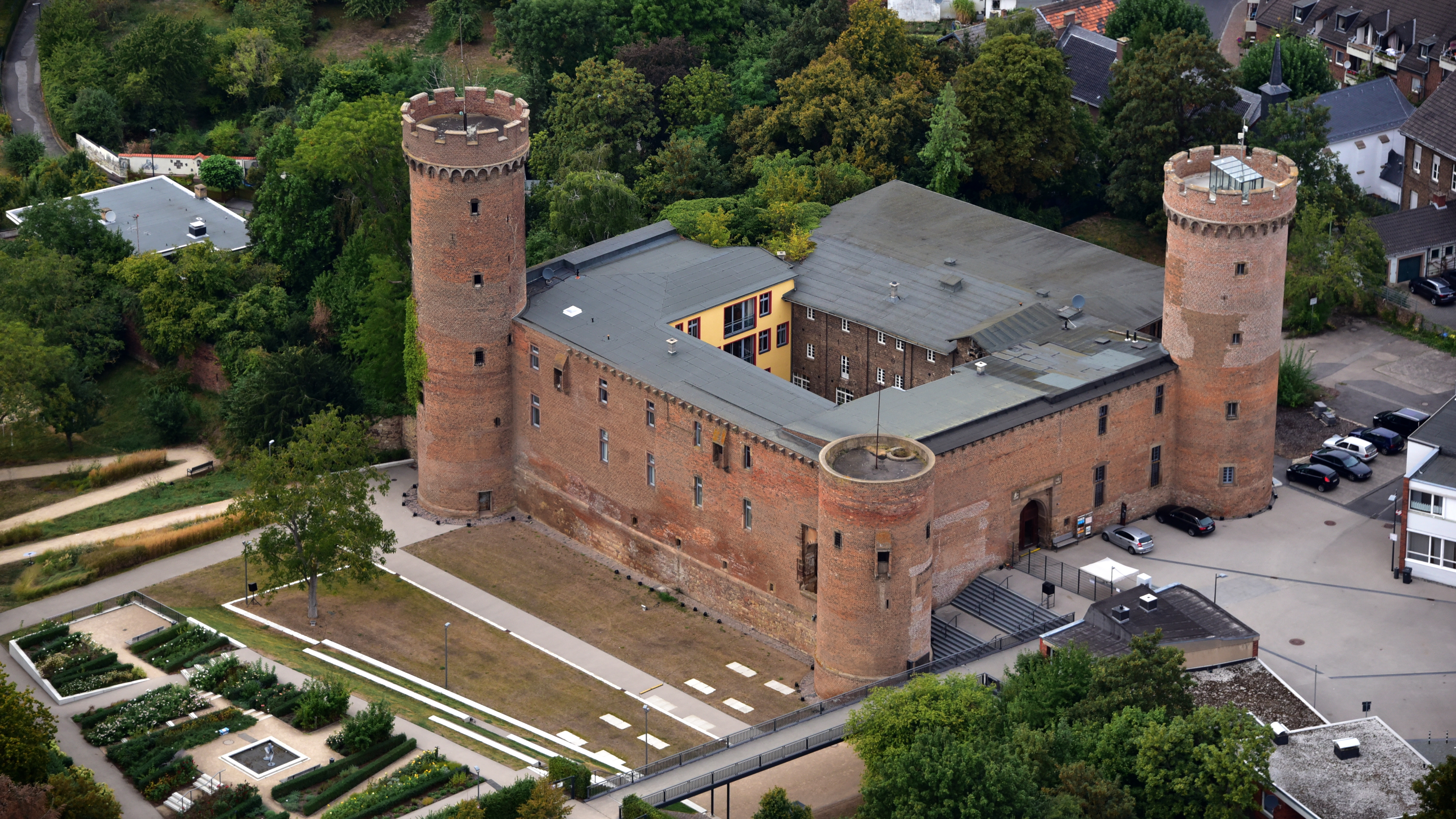
Landesburg Zülpich
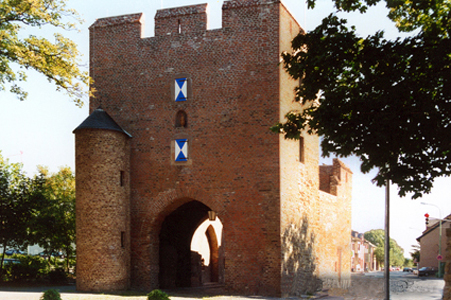
Das Kölntor in Zülpich

Nach dem Start am Bahnhof Kall gilt es zunächst einen kurzen Anstieg (ca. 40 Höhenmeter) hinauf zur Wallenthaler Höhe zu bewältigen. Danach geht es fast nur noch bergab mit wenigen kleinen Anstiegen. Über Kommern, Nemmenich und Niederberg gelangt man zum Bahnhof in Weilerswist. Insgesamt hat die Route eine Länge von ca. 46 Kilometern und es sind ca. 210 Höhenmeter Anstiege zu bewältigen.
Folgende Sehenswürdigkeiten liegen an der Strecke:
- In der Gemeinde Kall ist ein Bildstock aus dem Jahre 1734 zu finden. Die in diesem Bildstock befindliche Madonna mit Kind erfährt eine besondere Verehrung durch die Kirchengemeinde St. Nikolaus. Das Original der Madonna mit Kind stammt aus dem 14. Jahrhundert und befindet sich heute in der Pfarrkirche.

- In Mechernich befindet sich das Bergbaumuseum und Besucherbergwerk Mechernicher Bleigrube, die prähistorische Kakushöhle sowie Reste der römischen Eifelwasserleitung in Ortsteil Vussem.

- Der mechernicher Stadtteil Kommern besitzt das größte geschlossenen Fachwerkensemble des Rheinlandes sowie die Burg Kommern. Dort befindet sich außerdem das Landesmuseum für Volkskunde, das LVR-Freilichtmuseum Kommern. Mit über 80 ha ist es eines der größten Freilichtmuseen Europas und zeigt 65 historische Gebäuden aus der preußischen Rheinprovinz.

- Im Eicks, ebenfalls ein Stadtteil vom Mechernich liegt das spätbarocke Wasserschloss Eickes. An Stelle des heutigen Schlosses bestand im Mittelalter ein burgartiger Fronhof.

- Im Zülpicher Stadtteil Schwerfen befindet sich die Gülichsburg. Sie liegt unterhalb des historischen Ortskernes von Schwerfen am historischen Mühlengraben. Im Stadtteil Sinzenich befindet sich die Pfarrkirche St. Kunibert. Sie liegt im Zentrum des mittelalterlichen Ortskernes und besitzt eine außergewöhnliche Form. Diese entstand durch die Überbauung einer römischen Villa mit einer frühmittelalterlichen Saalkirche.

- In der Römerstadt Zülpich findet man die Römerthermen aus dem 2. Jahrhundert. Über diesen wurde das Museum der Badekultur errichtet. Die Mittelalterliche Stadtbefestigung wurde größtenteils restauriert und enthält vier gut erhaltene Stadttore. Teil der Stadtbefestigung ist die Kurkölnische Landesburg Zülpich.

- In Weilerswist gibt es zum Abschluss noch einmal die Burgen Groß-Vernich, Klein-Verich und Kühlecken zu sehen.

Die beiden Endpunkte der Route Kall und Weilerswist sowie Mechernich besitzen Bahnanbindung. Sie liegen an der Eifelstrecke Köln-Trier.

## Anschlussradwege
- Bei Zülpich besteht Anschluss an die Kaiser-Route.
- Die Tälerroute verläuft auf mehreren Abschnitten gemeinsam mit der Eifel-Höhen-Route:
  - Auf der Strecke Mechernich – Kall – Rurberg.
  - Auf der Strecke Mechernich – Urfey.
  - Auf der Strecke Blankenheim-Wald – Nettersheim – Urft.
  - Auf der Strecke Udenbreth – Hellenthal.
  - Auf der Strecke Feuerwachtturm bei Wahlerscheid (Monschau Parkplatz XIX) – Hellenthal.
- An die Wasserburgen-Route besteht Anschluss in Euskirchen, Weilerswist, Mechernich, Bad Münstereifel und Zülpich.
- Im Oberlauf der Kyll verläuft die Tälerroute gemeinsam mit dem Kyll-Radweg. Ebenso verläuft der Zubringer vom Bahnhof Dahlem über die Tälerroute.
- Die Tälerroute ermöglicht den Übergang zwischen Erft und Ahrtal-Radweg über die Verbindung Schönau – Schuld. Außerdem besteht Anschluss in Blankenheim.
- Bei Rurberg besteht Anschluss an den RurUfer-Radweg über den als Urft-Radweg beschilderten Abschnitt der Tälerroute.

## Bahnanbindung
An die Tälerroute besteht Bahnanschluss an die Eifelbahn Köln – Trier über folgenden größere Bahnhöfen: 

Weilerswist, Euskirchen, Mechernich, Kall, Nettersheim, Urft, Blankenheim-Wald, Dahlem.
Ein weiterer möglicher Einstieg ist Hellenthal am Oleftstausee. Hierher führt seit 2012 eine Museumsbahn, die den Verkehr auf der Strecke der Oleftalbahn, in den Monaten Mai bis Oktober an Sonn- und Feiertagen, wieder aufnimmt. Die Strecke hat in Kall Anschluss an die Eifelbahn Köln – Trier.
Durch die Stichstrecke Euskirchen – Bad Münstereifel besteht an mehreren Bahnhöfen Anschluss für die „Tour 3: Mit Natur auf Tour“ der Tälerroute.